# Мундар Эльдаров
Мундар Эльдаров — кумыкский князь, выходец из Аксая. в начале XIX века Мундар переселился из Аксая в Чечню, селение Чуликово. Согласно чеченским преданиям, его пригласил в своё село основатель Чуликово Чулик Сайкаев, представитель тайпа Гендаргеной.

## Биография
Князь Мундар, впервые упоминается в донесении Суздальского пехотного полка майора Угоницелова как владетель одного из чеченских сёл, смотрителю Наурского карантина есаулу Галяховскому от 25 ноября 1812 года. Согласно документу, «владелец Мулдар» сообщает майору Угоницелову, что в деревне Чуликовой которое ныне ему подвластна некоторые семьи заболели заразительной болезнью. Селение Чулик-Юрт периодически переименовывалось в Мундар-Юрт или Эльдарово (Ельдарово) в честь князя Мундара Эльдарова.
Мундар служил русскому царю за что в 1822 году получил золотую медаль. В первый чин был получен в 1824 году, а звание капитана получил в 31 августа 1826 года. Пока восставшие в 1840 году надтеречные чеченцы не лишили Мундара всего имущества, получал  от русского царя хорошее жалование.